# ونصيبي من الأفق
ونصيبي من الأفق هي رواية للكاتب  عبد القادر بن الشيخ
الرواية تم اختيارها كواحدة من أفضل مائة رواية عربية. صدرت سنة 1984 من دار الجنوب، تونس للنشر. صنع منها المخرج إبراهيم باباي فيلم بعنوان «وغداً» تُوّج في نفس السنة بجائزة منظمة الوحدة الأفريقية.  يعالج الراوي فيها قضية الأرض المفقودة والنزوح إلى سراب العاصمة.

## أحداث الرواية
أن للرواية صورتين: الأولى تتعلّق بالقرية، والثانية بالمدينة. وأن المكان هو البطل في رواية «ونصيبي من الأفق»، هي قصة (سالم)  مع المكان والفضاءات يتراوح بين الأمل المبعثر والخيبة المُرّة.
بَيْن قرية (تعلّق بها فأحبها، أحبها محبّة الرضيع الظمآن لثدي أمه) وبَيْن مدينة مهما كانت مغرياتها هي كما حَدّث عثمان سالما " بيع واشر راهو في هالبلاد هذي ما ثمّة إلا البيع والشراء.
نزع الروائي فيها منزعاً سينمائياً يُراوح بين البعد والقرب زِد على ذلك استعماله أسلوب التصوير حيثُ صَوّر تصويراً دقيقاً الأشياء فيما يُشبه الصورة الحيّة فيها من ارتسامات ومشاعر البطل النّكرة سالم ومواقف الراوي الأصلي اتجاه المدينة (العاصمة).
ارتبطت القرية بالنقاء والطيبة والبساطة، بالمقابل، ظَلّت المدينة بشعة ومعقّدة وجحودة؛ هي منفى الأحلام واللا مبالاة والقسوة.
إذا نزّلنا الرواية في خانة المدرسة الواقعية النقدية؛ يتبَيّن أن الريف يُشَكّل نقطة جذب تغري؛ لأنها مركز الصراع وبؤرة المظالم  والفَقِر والتهميش وما إلى ذلك،  فهي تغري صراحةً أو ضمناً: بالمواجهة والرّفض أو التمرّد. كما يقول الدّكتور: "محمد حسن عبد الله في كتابه ": " الرّيف في الرواية العربية.
لكنّ الرواية تُغطّيها مسحة رومانسية حالِمة فيها تعاطف وأسى إتجاه الرّيف، وما يستدعي من إحساس عميق بالجمال، والتناغم مع الطبيعة، والحياة، وعطف على القهر بأشكاله النّفسي والمادّي.

## ألأماكن في الرواية
1. هنا، القرية:
يتحدث الراوي عن مسقط رأسه بتفصيل حتى يكاد يشكل العنصر صورة تشكيلية واضحة المعالم ألوانا ومنعرجات وظلالا.
* فالبيت ككل البيوت كوخ «على سفح جبل صامت» يفتحه سالم مذعورا وإذا «البيت ظلام يطعن الشخير الفضاء المستطيل» ص 38، فهو امتداد لطبيعة القرية الفقيرة من طين يزرع فيه القمح والزيتون. النباتات نمت في الحيطان وتسرب إليها الماء من الأرض المزروعة «هنا جدار عديد الثقب تخاله أعشاش الثعابين»    
ص 45.
فالبيت يرتبط مصيره بمصير السانية. إذا اخضرت اخضر وحين يجتاح القحط الحقول يجتاحها أيضا.
* المقهى: في البلدة مقهى باب السوق وقوس النصر، فهو مكان متشعب الوظائف يستقطب جميع الرجال والشباب القرويين، فهي مقر وكالة الأنباء والسفر يخبر فيها سالم الناس عن نضوب العين وللهو مجال فيها «تصفق الأيادي المؤيدة وتنشد الأفواه المرتلة أعذب عبارات اللهو» ص 93.
* العين: الماء في الريف قيمة لا يوازيها شيء آخر يصنع الخصب أو القحط، يرمز للبساتين التي احتكرها نفر قليل بعد أن كانت في قبضة اليد: «كنا قديما... نسقي بساتين وزياتين القرية ونشرب وتغسل نساؤنا» ص 40. بالعين يرتبط نشاط الأهل ومصير سالم.
فالمكان هنا متعدد الدلالات، والعين عيون:
أ-عين الشيوخ
ب-عين الشبّان: دم وخبز وأرض وقمح وسمر عذب
ج-عين المرأة: أم ورضيع ونهار وحلم وحرية وطهر
* المعبد: هو عش فسيح وأثر روماني صورته بائسة فهو «صامت. عششت فيه الغربان وبالت في محاربه الصبيان» ص 114، وتبعا لذلك فقد أثار المحراب هواجسه وشجون سالم الموشحة بحلم الرحيل إلى أفق آخر يخاله أرحب «العمل قدامه وخلفه أجرة قارة وخبزة شهية وزواج سيحقق» ص 114.
* الزاوية: محطة اضطرارية بسبب المطر الهاطل. زاوية سيدي عبد السلام الطائع: مسجد ومحراب. تابوت محاط بسياج من خشب منقوش. سناجق ملونة وقطع فضية فوق القبر. روائح وشق وجاوي وشموع ومناديل مطروزة من صنع عذارى بحرقة فرسان.
* المدرسة:  انتصبت على أجمل ربوة بعيدا عن السوق.
فجمال المدرسة هو اعتقاد يؤججه شعور وإحساس عميقين بالإفتقاد والحرمان لأن سالم أُمّي لم يتعلم ككل أقرانه، حرم نعمة العلم وتمناه لأخته الصغرى. من هنا كانت المدرسة مدى إحساس مقيت بالضيم والإستباحة.
والخلاصة أن القرية بجماله وبشاعته وسكونه وغليانه وائتلافه هو كون موتور في كل الأحوال مسكون بالحركة ووباء السفر والرحيل من كل الأمكنة.
2.هناك أو المدينة: مسافة تبدو بعيدة كآخر الدنيا برغم قربها الفيزيائي. فالبعد نفسي في مخيال فاتح وسالم.
هناك هي المجهول أو المغامرة الكبرى نحو آفاق أخرى محاصرة بالتوجس والخوف.
وفي الباب تبدأ المعاناة: سالم يجوب كل المدينة ويطوف بين الشارع والشارع وبين الحي والحي وبين المسكت والمسكن يمشي ويقف في ساحة وساحة ويقصد السوق والسوق. فالمدينة مدينتين والعاصمة عاصمتين.
الأولى للأبناء اابلد < الأبرار > والثانية للنازحين الغرباء.
ويمكن رصد بعض الفضاءات التي توقف عندها سالم المسافر الحالم في «مدينة المدن» المنقسمة إلى شطرين:
* مدينة النازحين الغرباء: يعمرها الفقراء بائع الفطائر، بائع اللبلابي ودكان الحشايشي...
أ-الأنهج: فوجئ سالم بأنهج المدينة فهي «سوداء قليلة الضياء شديدة الرطوبة يتدلى من فوقها الحشيش...» 156.
ب-الوكالة: وهي مقره الجديد مع صديقه عثمان كل ما فيها بائس، بابها عتيق مسمر هرم، ضئيلة الضهياء.
ويصر الراوي على تحديد موقعها «وكالة الهناء، 8 نهج الدفلة»
ج-الساحة: " ساحة الشعب " تعج بالباعة والعربات وتعرض أقمشة وأزياء جماهيرية الألوان " ص 168 فهي إلحاح كالتسول وسوق بلا مبتاعين.
د- المقهى: مقهى العروبة، حيث روائح المرق والمقلي، حرفاؤه من العرب يرتدون الكردون والبرنس والقشبية.
لكنه رغم بؤس الفضاء فإن سالم الضائع الشريد يحس ببعض الأنس والتعجب.
* مدينة الأبرار: وهي مدينة أولاد البلد والمحظوظين
أ- الأوتيل: سمى باسم الله ودخل يهذي «الماكلة والشراب في الأوتيل... حتى من قهوة الصباح» ص 191.
اِنتبه سالم إلى بابه العربي ومساميره المذهبة و «البيسين» والزليز في لون الماء. والشختورة بجنب الشختورة. لكن الحلم تبخر وعجزه عن اقتناء كسوة بيضاء حال دونه والشغل
ب- الحي الجديد: مختلف عن البلاد العربي، فهو هندسي الشكل، نظيف، أبيض، له رائحة الزفت، عالم بلوري الجدران.
أما الشوارع فهي جميلة معقدة والعمارات شاهقة " تدوس الفضاء المسطر ص 172.